# Saint-Jean-de-Marcel
Saint-Jean-de-Marcel is een gemeente in het Franse departement Tarn (regio Occitanie) en telt 320 inwoners (2005). De plaats maakt deel uit van het arrondissement Albi.

## Geografie
De oppervlakte van Saint-Jean-de-Marcel bedraagt 18,1 km², de bevolkingsdichtheid is 17,7 inwoners per km².
De onderstaande kaart toont de ligging van Saint-Jean-de-Marcel met de belangrijkste infrastructuur en aangrenzende gemeenten.

## Demografie
Onderstaande figuur toont het verloop van het inwonertal (bron: INSEE-tellingen).